# كارول شو
كارول شو (بالإنجليزية: Carol Shaw) موظفة الاتاري «كارول شو» يقال انها كانت أول مصممة العاب فيديو (بسبب العابها بولو التي لم تطلق بعد في عام 1978 ولعبة تيك تاك توي ثري دي في عام 1979).
انضمت فيما بعد إلى اكتيفيجن، حيث برمجت أفضل لعبة معروفة ريفر ريد. وفقا لكتيب ريفر ريد، وكانت «الباحث في مجال علوم الحاسب الالي».
عملت مع كيث بروستر على كتيب المرجع الاساسي.
غادرت كارول اكتيفجن عام 1984 بعد تصميم هابي تريلس ل انتليفجن وريفر ريد ل أتاري 800 واتاري 5200. الاعتماد الآخر يتضمن شيكرز في 1981 وثري دي تيك تاك توي في عام 1980 ل اتاري 2600. أيضا عملت على سوبر بريك اوت.
تعيش شو في كاليفورنيا وهي حاليا متقاعدة ومتزوجة من رالف ميركيل، وهو باحث في تكنولوجيا النانو.

## المصدر
1. ↑   http://www.vintagecomputing.com/index.php/archives/800|title=VC&G. {{استشهاد ويب}}: |url= بحاجة لعنوان (مساعدة) والوسيط |title= غير موجود أو فارغ (من ويكي بيانات) (مساعدة)
2. ↑   https://www.thehenryford.org/explore/blog/celebrating-women-at-atari. {{استشهاد ويب}}: |url= بحاجة لعنوان (مساعدة) والوسيط |title= غير موجود أو فارغ (من ويكي بيانات) (مساعدة)
3. ↑  VC&G Interview: Carol Shaw, Female Video Game Pioneer, interview by Benj Edwards. نسخة محفوظة 23 مايو 2017 على موقع واي باك مشين.
4. ↑  Atari: 2600: River Raid. The Internet Archive Software Collection. ret. Mar 2014. https://archive.org/details/atari_2600_river_raid_1982_activision_carol_shaw_ax-020_ax-020-04
5. ↑  Atari BASIC and PET Microsoft BASIC. A BASIC Comparison by Joretta Klepfer cites the draft as a source. نسخة محفوظة 20 ديسمبر 2017 على موقع واي باك مشين.
6. ↑  My wife is Carol Shaw., Ralph C. Merkle نسخة محفوظة 31 يناير 2018 على موقع واي باك مشين.

## وصلات خارجية
- Atari Age
- MobyGames